# Episodi di Degrassi: Next Class (seconda stagione)
La seconda stagione della serie televisiva Degrassi: Next Class è andata in onda dal 30 maggio al 10 giugno 2016, sul canale australiano ABC TV.
In Italia la serie è stata distribuita il 22 luglio 2016 dalla piattaforma streaming Netflix.
| nº | Titolo originale       | Titolo italiano      | Prima TV Australia | Pubblicazione Italia |
| -- | ---------------------- | -------------------- | ------------------ | -------------------- |
| 1  | #SquadGoals            | #GiocoDiSquadra      | 30 maggio 2016     | 22 luglio 2016       |
| 2  | #TurntUp               | #AlzaIlVolume        | 31 maggio 2016     | 22 luglio 2016       |
| 3  | #CheckYourPrivilege    | #Privilegi           | 1 giugno 2016      | 22 luglio 2016       |
| 4  | #BuyMePizza            | #OffrimiUnaPizza     | 2 giugno 2016      | 22 luglio 2016       |
| 5  | #ThrowBackThursday     | #RitornoAlPassato    | 3 giugno 2016      | 22 luglio 2016       |
| 6  | #ToMyFutureSelf        | #ComeSarò            | 6 giugno 2016      | 22 luglio 2016       |
| 7  | #ThatAwkwardMomentWhen | #MomentiImbarazzanti | 7 giugno 2016      | 22 luglio 2016       |
| 8  | #RiseAndGrind          | #SenzaPosa           | 8 giugno 2016      | 22 luglio 2016       |
| 9  | #TheseAreMyConfessions | #LeMieConfessioni    | 9 giugno 2016      | 22 luglio 2016       |
| 10 | #OMFG                  | #OMFG                | 10 giugno 2016     | 22 luglio 2016       |